# Cinema sudcoreano

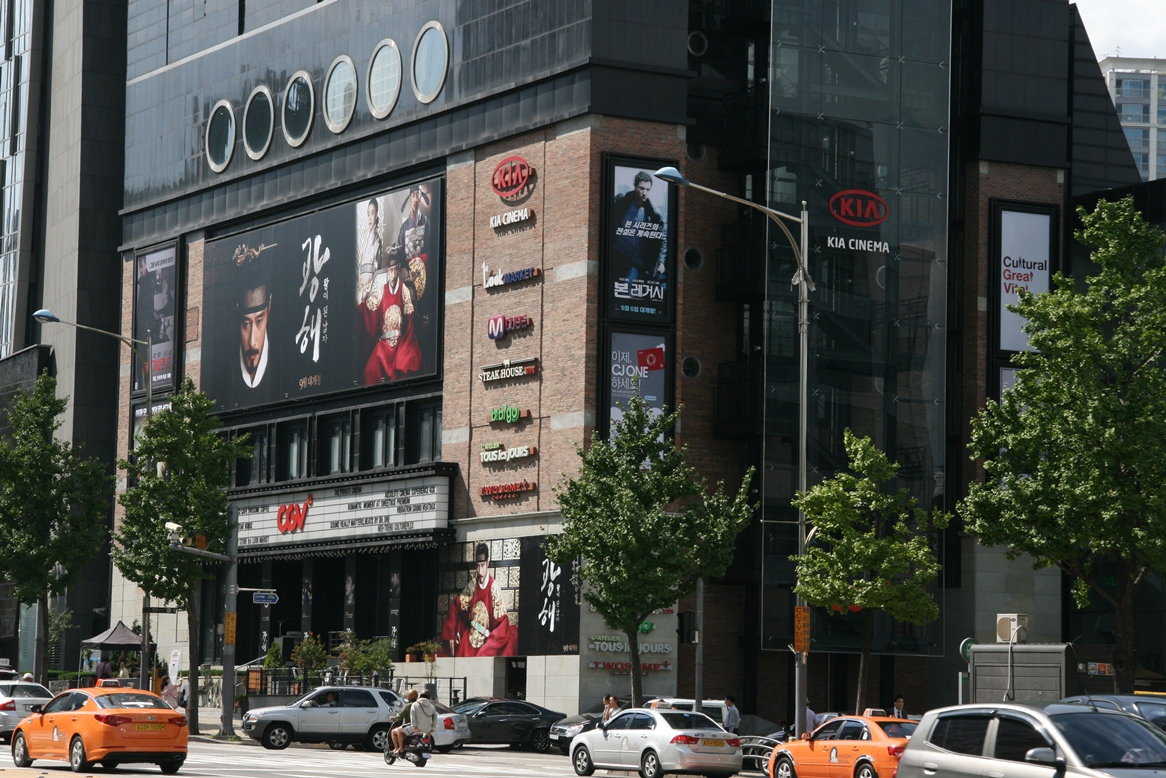
Un cinema a Seul.

Il cinema sudcoreano è stato fortemente influenzato da eventi quali la colonizzazione giapponese della Corea, la Guerra di Corea, la censura governativa, il settore aziendale, la globalizzazione e la democratizzazione della Corea del Sud.
L'età dell'oro del cinema sudcoreano a metà del XX secolo ha prodotto due film considerati tra i capolavori della cinematografia locale, Hanyeo (1960) e Obaltan (1961). L'impero e la gloria - Roaring Currents (2014) è la pellicola più vista di sempre in Corea del Sud, mentre Parasite (2019) la prima a ricevere la Palma d'oro e l'Oscar al miglior film. Old Boy (2003) e Snowpiercer (2013) sono diventati film di culto a livello internazionale.

## Storia

### Inizi
I primi cinema aprirono in Corea all'alba del XX secolo, sul finire della dinastia Joseon e durante il periodo coloniale giapponese.

### Liberazione e Guerra di Corea (1945-1953)
Dopo la resa del Giappone nel 1945, la Corea venne liberata dal governo coloniale, ma si divise presto in due Stati, Corea del Nord e Corea del Sud, che entrarono in conflitto combattendo, tra il 1950 e il 1953, la Guerra di Corea. In questo periodo l'industria cinematografica ristagnò e vennero prodotti soltanto quattordici film, tutti andati perduti. In seguito all'armistizio, il presidente sudcoreano Syngman Rhee tentò di rilanciare l'industria cinematografica esentandola dalle tasse; inoltre, dopo la guerra arrivarono nel paese aiuti esteri che fornirono ai cineasti sudcoreani attrezzature e tecnologie per iniziare a produrre più film.

### Età dell'oro (1955-1972)
Nonostante fosse ancora vigente la censura governativa, la Corea del Sud sperimentò un'età dell'oro del cinema – consistente per la maggior parte di melodrammi – a partire dalla metà degli anni Cinquanta. Il numero di pellicole prodotte crebbe da 15 nel 1954 a 111 nel 1959. Uno dei film più popolari di questo periodo, l'ormai perduto Chunhyangjeon di Lee Kyu-hwan (1955), venne visto dal 10% della popolazione di Seul. Esso riprese un racconto popolare coreano, mentre un altro film popolare dell'epoca, Ja-yubu-in di Han Hyung-mo (1956), narrò una storia moderna di sessualità femminile e valori occidentali.

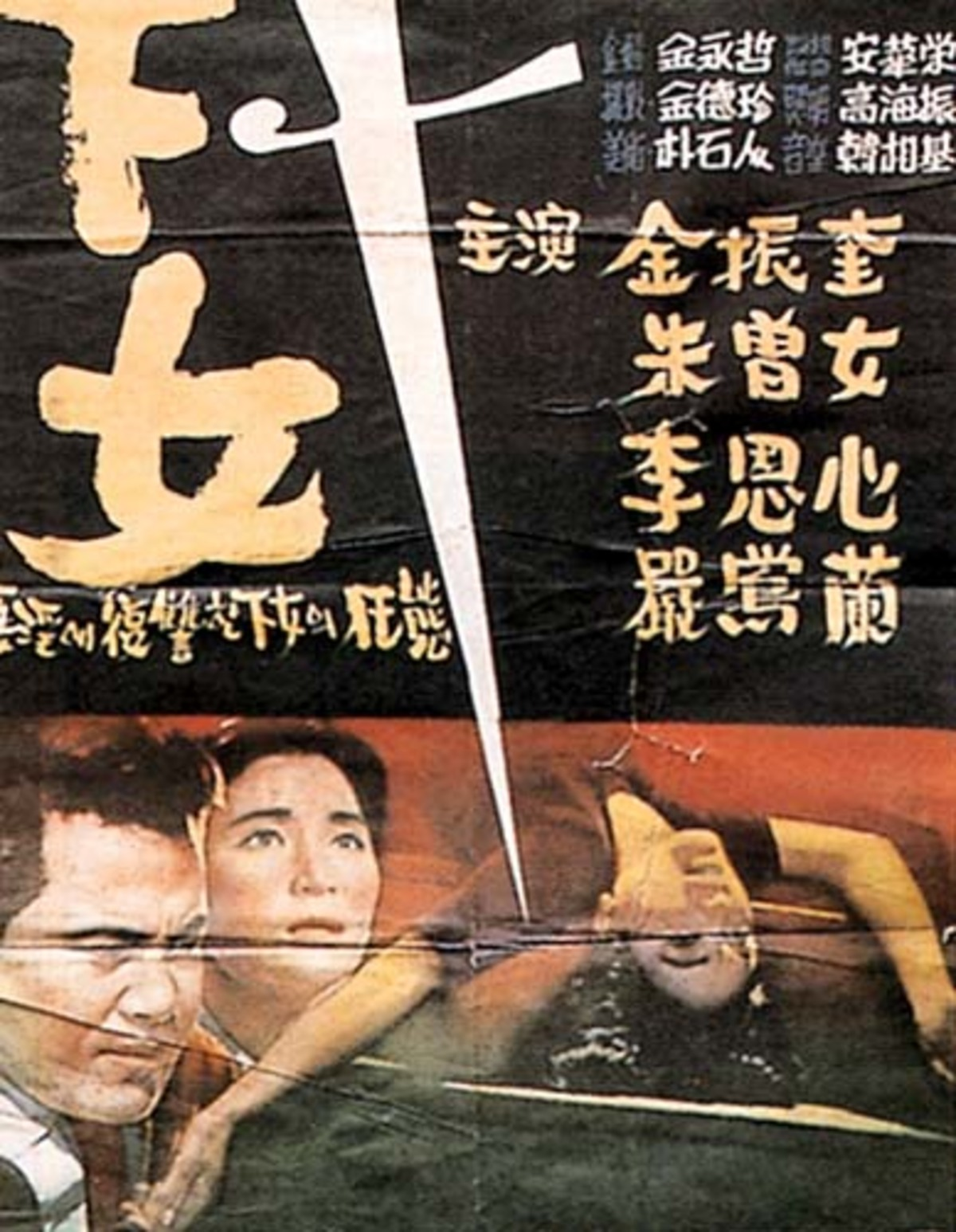
Locandina di Hanyeo (1960).

I cineasti coreani godettero di un breve periodo di libertà dalla censura all'inizio degli anni Sessanta con la transizione tra l'amministrazione di Syngman Rhee e quella di Park Chung-hee. Hanyeo di Kim Ki-young e Obaltan di Yu Hyun-mok, considerati tra le migliori produzioni del Paese, videro la luce in questi anni. Nel 1961 Mabu di Kang Dae-jin diventò il primo film sudcoreano a vincere un premio ad un festival del cinema internazionale aggiudicandosi l'Orso d'argento, gran premio della giuria al Festival di Berlino.
Quando Park Chung-hee salì al potere nel 1962, il controllo governativo sull'industria cinematografica aumentò sostanzialmente; la censura si concentrò sull'oscenità, il comunismo e l'antipatriottismo nel cinema. Vennero introdotte nuove regole che ridussero il numero di case cinematografiche locali da 71 a 16 nel giro di un anno, e misure sempre più restrittive che limitavano i film importati introducendo un sistema di quote. Quest'ultima iniziativa causò però un boom del cinema nazionale e i registi sudcoreani dovettero lavorare velocemente per soddisfare la domanda del pubblico, girando molti film in poche settimane: i cineasti più famosi arrivarono a realizzare dalle sei alle otto pellicole all'anno. In particolare, il regista Kim Soo-yong fece uscire dieci film nel 1967, incluso An-gae, che sarebbe stato poi considerato il suo capolavoro.
Negli anni Sessanta venne prodotto anche il primo film d'animazione sudcoreano, Hong Gil-dong (1967).

### Censura e propaganda (1973-1979)
Il controllo governativo sull'industria sudcoreana del cinema raggiunse il picco negli anni Settanta sotto la presidenza autoritaria di Park Chung-hee. Nel 1973 fu fondata la Korean Motion Picture Promotion Corporation per supportare l'industria cinematografica, ma il suo scopo principale fu, in realtà, quello di controllarla e promuovere un sostegno "politicamente corretto" alla censura e agli ideali del governo. Nel 1981 l'International Film Guide riportava che "nessun paese ha un codice di censura cinematografica più severo della Corea del Sud – con la possibile eccezione dei nordcoreani e di alcuni altri paesi del blocco comunista".
Solo i cineasti che avevano già prodotto film "ideologicamente validi" ed erano considerati leali al governo potevano distribuire nuove pellicole. I membri dell'industria cinematografica che cercavano di aggirare le leggi sulla censura venivano inseriti in una lista nera e talvolta incarcercati. Uno di loro, il regista Shin Sang-ok, venne rapito dal governo nordcoreano nel 1978 dopo che il governo sudcoreano gli ebbe revocato la licenza per produrre film nel 1975.
I film propagandistici prodotti negli anni Settanta non furono molto amati dal pubblico, che nei vent'anni precedenti si era abituato a vedere rappresentati sullo schermo dei problemi sociali reali. Oltre all'interferenza del governo, i cineasti iniziarono a perdere pubblico anche a favore della televisione, e le presenze nei cinema diminuirono di oltre il 60% dal 1969 al 1979. Alcune opere ottennero comunque la popolarità al botteghino, come Yeongja-ui jeonseong sidae (1975) e Gyeo-ur-yeoja (1977) del regista Kim Ho-sun. Entrambi sono classificati come "film sulle hostess", ovvero prostitute e ragazze da bar: nonostante l'evidente contenuto sessuale, il governo ne permise la distribuzione e il genere fu estremamente popolare durante gli anni Settanta e Ottanta.

### Ripresa (1980-1996)
Negli anni Ottanta, il governo iniziò ad allentare la censura e il controllo sull'industria cinematografica. Una legge del 1984 permise ai cineasti indipendenti di produrre film, e un suo aggiornamento del 1986 incrementò il numero di pellicole che potevano essere importate dall'estero. Nel frattempo, i film sudcoreani iniziarono a raggiungere per la prima volta il pubblico internazionale in modo significativo: nel 1981 Im Kwon-taek vinse il Gran premio all'Hawaii Film Festival con Mandala e negli anni successivi diventò il primo regista sudcoreano con opere proiettate ai festival cinematografici europei.
Nel 1988 vennero eliminate tutte le restrizioni rimaste sui film stranieri e le case cinematografiche statunitensi iniziarono ad aprire delle filiali in Corea del Sud. Per permettere alle produzioni locali di competere, fu nuovamente introdotto un sistema di quote secondo il quale i film sudcoreani dovevano essere proiettati almeno 146 giorni all'anno: ciononostante, nel 1993 essi occupavano soltanto il 16% del mercato.
L'industria cinematografica subì un ulteriore cambiamento nel 1992 con Gyeolhon i-yagi di Kim Ui-seok, distribuito dalla Samsung: fu il primo film sudcoreano avente per distributore un conglomerato aziendale (chaebol) e fece sì che altri chaebol entrassero nell'industria cinematografica utilizzando un sistema integrato di finanziamento, produzione e distribuzione.

### Rinascita (1997-oggi)
Con l'abbattersi della crisi finanziaria asiatica nel 1997, molti chaebol ridussero il proprio coinvolgimento nell'industria cinematografica: avevano tuttavia già gettato le basi per la rinascita del cinema sudcoreano sostenendo giovani registi e introducendo buone pratiche commerciali nel settore. Tra i tardi anni Novanta e i primi anni Duemila cominciò quindi a emergere un "nuovo cinema coreano" fatto di blockbuster patinati e creativi film di genere. Uno dei primi campioni d'incassi fu Swiri di Kang Je-gyu (1999), che vendette oltre 2 milioni di biglietti nella sola Seul. Lo seguirono Joint Security Area di Park Chan-wook (2000), Yeopgijeog-in geunyeo di Kwak Jae-yong (2001), Chin-gu di Kwak Kyung-taek (2001), Silmido di Kang Woo-suk (2003) e Brothers of War - Sotto due bandiere di Kang Je-gyu (2004): in particolare, sia Silmido che Brothers of War attrassero oltre 10 milioni di spettatori, circa un quarto dell'intera popolazione sudcoreana dell'epoca.
A fine anni Novanta, i successi locali al botteghino superavano in numero quelli dei film di Hollywood grazie specialmente alle normative sulle quote schermo che limitavano le proiezioni di questi ultimi. I distributori cinematografici al di fuori della Corea del Sud criticavano questa pratica ritenendola ingiusta, e come prerequisito per i negoziati con gli Stati Uniti per un accordo di libero scambio, il governo coreano ridusse i giorni annuali di proiezione dei film locali da 146 a 73, consentendo a più film stranieri di entrare nel mercato. Ciò suscitò il malcontento dei lavoratori del cinema sudcoreano, che nel febbraio 2006 organizzarono raduni di massa per protestare. Documentando gli eventi, il giornalista Kim Hyun scrisse: "l'industria cinematografica sudcoreana, come nella maggior parte dei Paesi, è ampiamente oscurata da Hollywood. La nazione ha esportato negli Stati Uniti film per un valore di 2 milioni di dollari l'anno scorso e ne ha importati per un valore di 35,9 milioni di dollari".
Negli anni Duemila i film sudcoreani cominciarono a riscuotere una considerevole attenzione internazionale in parte grazie al regista Park Chan-wook, il cui Old Boy vinse il Grand Prix Speciale della Giuria al Festival di Cannes 2004. Quindici anni dopo, Parasite di Bong Joon-ho fu la prima pellicola sudcoreana ad aggiudicarsi la Palma d'oro al Festival di Cannes e un riconoscimento ai Premi Oscar: qui ricevette l'Oscar al miglior film, al miglior regista, al miglior film in lingua straniera e alla miglior sceneggiatura originale, diventando la prima pellicola prodotta interamente da un Paese asiatico a ricevere una candidatura come miglior film dopo La tigre e il dragone di Ang Lee (2000) e la prima pellicola non in inglese ad aggiudicarsi il medesimo premio.

## Cinema LGBT
La Corea del Sud produce film LGBT o queer (i due termini vengono usati indistintamente dai critici locali) sin dalla sua fondazione. Secondo il ricercatore Kim Pil-ho se ne possono individuare tre diverse fasi storiche in base loro visibilità e accoglienza: durante l'Età invisibile (1945-1997) i film con tematiche queer ebbero un'attenzione limitata e una rappresentazione discreta a causa delle pressioni sociali; durante l'Età della mimetizzazione (1998-2004) la sfera politica e sociale più liberale incoraggiò i registi ad aumentare la produzione di film LGBT e sperimentare di più con rappresentazioni palesi ma comunque esitanti; infine, durante l'Era dei blockbuster (2005-oggi) i film a tema LGBT hanno iniziato a entrare nel mainstream grazie alla spinta contro la censura.
Il cinema coreano queer è rappresentato principalmente in film e cortometraggi indipendenti, ma esistono movimenti a sostegno del suo ingresso nel cinema mainstream. Nel 1998 è emerso il Seoul Queer Film and Video Festival dopo che l'originale festival cinematografico gay e lesbico era stato chiuso dalle autorità coreane.

## Film con i maggiori incassi
Il Korean Film Council pubblica i dati del botteghino sui film sudcoreani dal 2004. A ottobre 2024, i primi dieci film nazionali con gli incassi più alti in Corea del Sud sono i seguenti:
1. L'impero e la gloria - Roaring Currents (2014)
2. Geukan jigeop (2019)
3. Sin-gwahamkke: Joe-wa beol (2017)
4. Gukjesijang (2014)
5. Veteran (2015)
6. Seo-ur-ui bom (2023)
7. The Thieves (2012)
8. 7beonbang-ui seonmul (2013)
9. Amsal (2015)
10. The Roundup (2022)

## Premi cinematografici
Le prime cerimonie di premiazione cinematografica furono istituite in Corea del Sud negli anni Cinquanta, ma successivamente annullate. Le più longeve e popolari sono i Grand Bell Award, istituiti nel 1962, e i Blue Dragon Film Award, istituiti nel 1963. Altri premi cinematografici includono i Baeksang Arts Award, i Korean Association of Film Critics Award e i Busan Film Critics Award.